# Gasthaus zum Lamm (Frankenbach)

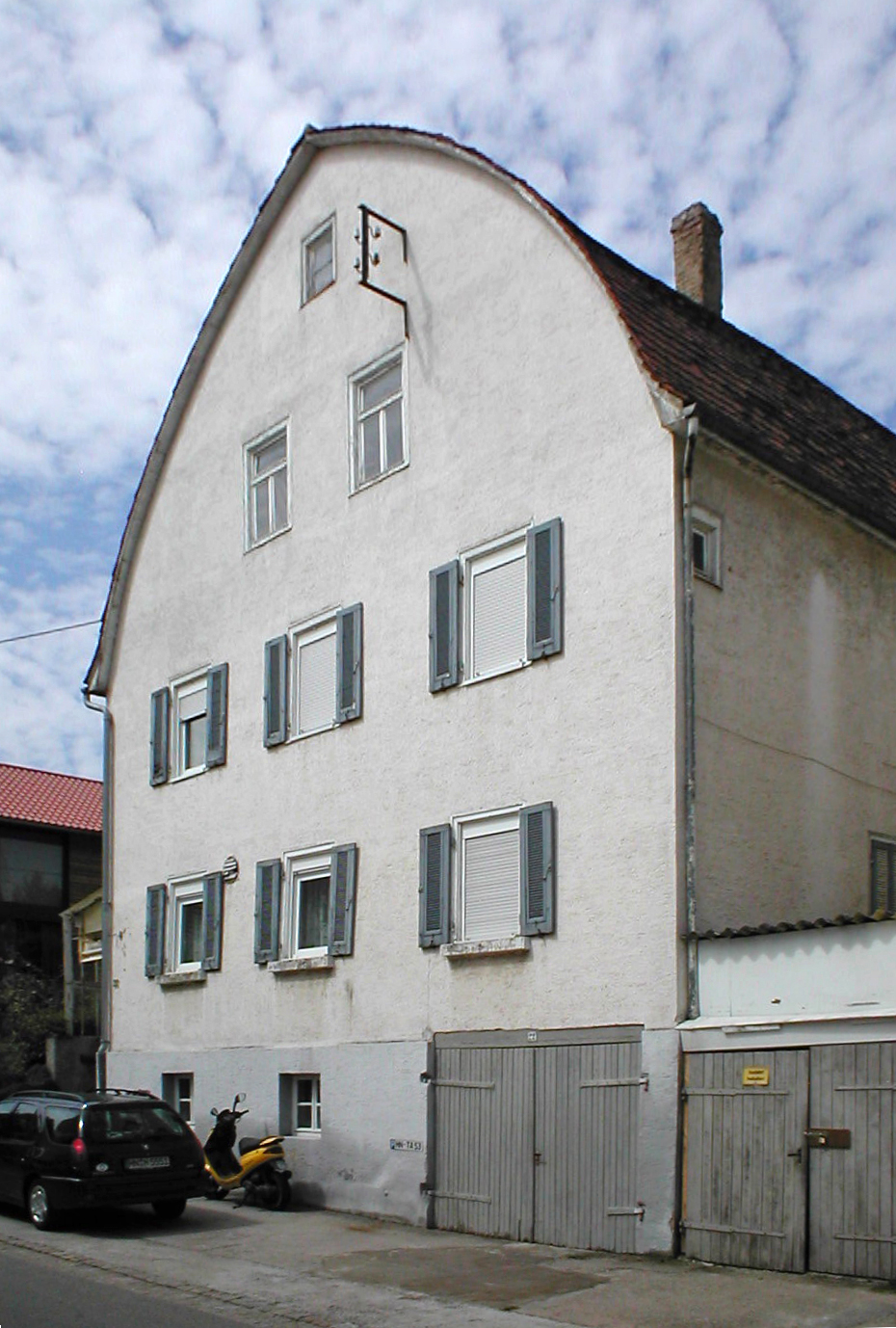
Das ehemalige Gasthaus zum Lamm

Das Gasthaus zum Lamm ist ein zweigeschossiges, verputztes Fachwerkhaus mit einem Zollingerdach aus dem Jahre 1924, das auf dem hohen, massiven Kellergeschoss eines Vorgängerbaus ruht. Das Gebäude wurde an der Stauchenstraße 22 im heutigen Heilbronner Stadtteil Frankenbach an Stelle eines alten Dorfgasthauses errichtet und gilt als Kulturdenkmal.

## Beschreibung
Das Gasthaus ist ein zweistöckiger Putzbau; die Gastwirtschaft mit Durchreiche befindet sich im Erdgeschoss. Der Saal der Wirtschaft verfügt über einen historischen Raumteiler. Bemerkenswert ist das stützenfreie Dachgeschoss, das auffallend gewölbt und in Zollinger-Lamellen-Bauweise errichtet worden ist. Die Türrahmen des Hauses sind dekorativ und die Türblätter wurden gefeldert.